# Björksele
Björksele is een plaats in de gemeente Lycksele in het landschap Lapland en de provincie Västerbottens län in Zweden. De plaats heeft 106 inwoners (2005) en een oppervlakte van 49 hectare. De plaats ligt aan de rivier de Vindelälven op de plaats waar de Länsväg met een weg zonder nummer kruist. De plaats wordt omringd door naaldbos.

## Verkeer en vervoer
Bij de plaats loopt de Länsväg 363.